# Prairiana orizaba
Prairiana orizaba är en insektsart som beskrevs av Ball och Robert Gatlin Reeves 1927. Prairiana orizaba ingår i släktet Prairiana och familjen dvärgstritar. Utöver nominatformen finns också underarten P. o. rolenta.